# Biurowiec Francuska 70
Biurowiec Francuska 70 (znany również jako Wieżowiec RMF FM) – wysokościowiec biurowy, położony przy ulicy Francuskiej 70 w Katowicach, na terenie dzielnicy Osiedle Paderewskiego-Muchowiec, w sąsiedztwie alei Górnośląskiej (autostrady A4).

## Historia
Budowę wieżowca ukończono w 1965 roku. Powstał on w miejscu po pozostałościach cegielni Schalscha. Pierwotnie był on siedzibą Przedsiębiorstwa Budownictwa Węglowego, natomiast obecnie jest on własnością miasta Katowice. W lipcu 2010 roku rozpoczęto prace nad modernizacją elewacji, które ukończono pod koniec roku. W ramach prac wymieniono ciemne płyty elewacyjne wraz z szarymi szybami na nowe, jasne elementy chroniące przed utratą ciepła. Prace te, zlecone przez Urząd Miasta Katowice kosztowały 8,9 mln złotych.

## Charakterystyka
Budynek do dachu sięga 68 metrów, a jego całkowita wysokość wynosi 73 metry. Posiada on, w zależności od źródła danych, 14, 15 bądź 16 kondygnacji. Przy kompleksie biurowym znajduje się parking z 660 miejscami postojowymi. Przed budynkiem znajduje się stacja rowerów miejskich Metrorower 27176, a także stacja ładowania samochodów elektrycznych.
W biurowcu swoją siedzibę ma część jednostek Urzędu Miasta Katowice, w tym m.in. Wydział Uprawnień Komunikacyjnych, Wydział Podatków i Opłat Lokalnych czy też Archiwum zakładowe Urzędu. Swoją siedzibę ma tu też m.in. część działów Miejskiego Ośrodka Pomocy Społecznej w Katowicach, filia Poczty Polskiej czy też Biuro Senatorskie Senatora Marka Plury. Pod adresem ul. Francuska 70a mieści się siedziba Sądu Rejonowego Katowice-Wschód. W wieżowcu zlokalizowane są też biura prywatnych firm, w tym biuro regionalne firmy STRABAG. Mieści on ponadto redakcję radia RMF FM (m.in. redakcję Śląsk radia RMF MAXXX), a na dachu ulokowano szyld z nazwą stacji, dlatego ten biurowiec jest nazywany również Wieżowcem RMF FM. 